# Leopoldo Franchetti
Le baron Leopoldo Franchetti (31 mai 1847, Livourne - 4 novembre 1917, Rome), est un publiciste et homme politique italien.

## Biographie
Fils du baron Isaac Franchetti (1808-1875), banquier à Venise et propriétaire du palazzo Cavalli-Franchetti, et d'Elena Tedeschi, il est député « réformiste conservateur » en 1882, puis sénateur de 1909 à sa mort.
Avec Sidney Sonnino, il est envoyé dans le Mezzogiorno entre 1873 et 1874 puis en Sicile en 1876, afin de comprendre les difficultés politiques et économiques de l'Italie du Sud. Il rencontre d'abord des  hauts  fonctionnaires et des magistrats napolitains, puis interroge un échantillon représentation de la population (masculine et laïque) de l'île.
De cette enquête, il tire deux volumes intitulés La Sicile en 1876 et des journaux de voyage. Il y décrit une île en proie aux divisions plus historiques et violentes que politiques et démocratiques, des dirigeants corrompus, profitant de leurs charges pour s'enrichir tout en taxant lourdement les pauvres et en confiant à la mafia le maintien de leur omnipotence facilitée par un réseau routier sous-développé, un contrôle des finances publiques absent, une justice sous influence, une police vendue, un clergé dévoyé… Nourrissant la question méridionale, il voit dans ces sévères dysfonctionnements les conséquences du régime des Bourbons et d'une faiblesse atavique des Siciliens incapables de se soustraire à la domination de quelques criminels et d'une bourgeoisie terrienne et administrative, laquelle profite des nouvelles institutions pour maintenir sa domination sociale et économique ancienne. 
Sur ses terres, il ouvre avec sa femme une école, à la pédagogie novatrice, destinée aux enfants des travailleurs agricoles qui les travaillent.
Il se suicide à la suite de la défaite de Caporetto. Il lègue ses propriétés aux paysans qui les exploitent.